# 銀樹鬚魚
銀樹鬚魚為輻鰭魚綱鮟鱇目棘茄魚亞目鬚角鮟鱇科的其中一種，發現於東印度洋熱帶海域，屬深海魚類，棲息深度可達1750公尺，雌魚體長可達6.1公分，雄魚體長可達1.2公分，屬肉食性，雄魚寄生在雌魚身上。

## 擴展閱讀
維基物種上的相關：銀樹鬚魚